# François-Joseph Bérardier de Bataut
François-Joseph Bérardier de Bataut (* 1720 in Paris; † 1794 in Paris) war ein französischer Lehrer, Schriftsteller und Übersetzer im Zeitalter der Aufklärung.

## Leben und Werk
François-Joseph Bérardier de Bataut ist 1720 in Paris geboren. Nach dem Studium der Theologie wird er Prior, dann Rhetorik-Lehrer am Collège du Plessis. Er ist der Autor eines Geschichtsbuchs (Précis de l’histoire universelle, 1766), das von den Zeitgenossen sehr geschätzt wird, eines Traktats in Dialogform über die Kunst des Erzählens (Essai sur le récit, 1776) sowie der Übersetzer des Anti-Lucrèce von Melchior de Polignac. Bérardier stirbt 1794 in Paris.

### DerEssai sur le récit
Der Essai sur le récit, der im Jahre 1776 publiziert wurde, stellt eine wichtige theoretische Reflexion über die Kunst des Erzählens im französischen 18. Jahrhundert dar. Der Text schreibt sich in die Tradition des platonischen Dialogs ein: zwei Figuren unterhalten sich hier über die « Weisen des Erzählens » in verschiedenen Gattungen. Die Dialoge beziehen sich auf die Natur der Erzählung und die Kunst des Erzählens in fiktionalen Werken wie der Fabel, dem Roman oder dem Märchen ebenso wie in nicht-fiktionalen Werken wie der Geschichtsschreibung oder dem mündlichen Vortrag eines alltäglichen Ereignisses. Der französische Literaturwissenschaftler Jean Sgard schätzt Bérardier de Bataut als den Autor des französischen 18. Jahrhunderts ein, "der sich am meisten mit der Natur des Erzählens und seiner verschiedenen Modalitäten auseinandergesetzt" habe, auch wenn er eine eher "traditionelle Doktrin" verträte.

### Die Versübersetzung desAnti-Lucrèce
Der Anti-Lucrèce, von Melchior de Polignac (1661–1744) in modernem Latein und in Versform verfasst, erschien zuerst posthum im Jahre 1747. Es hatte großen Erfolg und wurde im 18. und 19. Jahrhundert nicht weniger als fünfmal übersetzt. Bei Bérardiers Version des Anti-Lucrèce handelt sich ebenso sehr um ein didaktisches Gedicht als um ein Werk christlicher Apologetik: Bérardier verwendet die Übersetzung in Versform, die auf alle Mittel der Poesie zurückgreift, um die Argumentation zu verdeutlichen. Er kombiniert sie mit teils längeren Anmerkungen, die jedem Gesang folgen und die in einer apologetischen Dimension deutlich machen, dass nicht nur Lukrez widersprochen wird, sondern vor allem dem modernen Materialismus, wie ihn zahlreiche Denker der Aufklärung vertraten.

## Werke
- Précis de l’histoire universelle, Paris : Hérissant fils, 1766, in-8°, XII-383 Seiten. (Eine zweite Auflage wird 1776 bei C.-P. Berton veröffentlicht, eine dritte, "revue, corrigée et augmentée par Charles-Constant Letellier" erscheint 1823 bei C. Le Tellier.)
- Essai sur le récit, ou Entretiens sur la manière de raconter, Paris : C.-P. Berton, 1776, in-12°, X-725 Seiten. (Siehe auch die kommentierte Online-Ausgabe: hg. von Christof Schöch, 2010, URL: www.berardier.org.)
- L’Anti-Lucrèce en vers françois, traduit par François-Joseph Bérardier de Bataut, Paris : C.-P. Berton, 1786. (Das Werk wurde von Melchior de Polignac (1661–1744) in modernem Latein verfasst und wurde 1747 posthum veröffentlicht. Sein Erfolg schlägt sich in nicht weniger als fünf Übersetzungen ins Französische nieder.)

### Bio-bibliografische Informationen
Einige bio-bibliographische Einträge in Nachschlagewerken des 19. Jahrhunderts verwechseln François-Joseph Bérardier de Bataut und den Abbé Denis Bérardier. Hier sind nur Einträge verzeichnet, die die beiden korrekt unterscheiden. 
- Art « Bérardier de Bataut (François-Joseph) », in: Les siècles littéraires de la France, ou nouveau dictionnaire historique, critique et bibliographique, par N. L. M. Desessarts, Paris: Desessarts, an VIII (1800), S. 221.
- Art. « Bérardier de Bataut (François-Joseph) », in: Dictionnaire universel, historique, critique et bibliographique, neuvième édition, Paris: Prudhomme fils, 1812, tome XIX, supplément, S. 61.
- Art. « Bérardier de Bataut (François-Joseph) », in: Examen critique et complément des dictionnaires historiques les pas répandus, par Antoine-Alexandre Barbier. Paris: Rey et Gravier, 1820, S. 100–101.
- Art. « Bérardier de Bataut (François-Joseph) », in: Dictionnaire des lettres françaises : Le XVIIIe siècle, nouvelle édition sous la direction de François Moureau, Paris: Le Livre de poche, 1995, S. 173.

### Aufsätze
- Albertan(-Coppola), Sylviane, « La poésie au service de l'apologétique. L'Anti-Lucrèce en vers français de Bérardier de Bataut », in: Cahiers Roucher-André Chénier 10–11, 1990–1991, S. 137–148.
- Sgard, Jean. « Poétique des vies particulières », in: Les Vies de Voltaire : discours et représentations biographiques, XVIIIe-XXIe siècles, ed. Christophe Cave & Simon Davies. Oxford : Voltaire Foundation, SVEC 2008:4, 2008, p. 29–41.  (Der Abschnitt 'Poétique du récit' ist fast ausschließlich dem Essai sur le récit gewidmet.)